# Dorian West
Pour les articles homonymes, voir West.

a Compétitions nationales et continentales officielles uniquement.

b Matchs officiels uniquement.
Dernière mise à jour le 15 novembre 2012.
Dorian Edward West, né le 5 octobre 1967 à Wrexham au pays de Galles, est un joueur anglais de rugby à XV qui évolue au poste de talonneur. Il joue avec l'équipe d'Angleterre entre 1998 et 2003 et avec le club des Leicester Tigers durant l'essentiel de sa carrière.

## Biographie
Né au pays de Galles, sa famille déménage en Angleterre quand Dorian West est enfant. Avant l'ère du professionnalisme, il est officier de police dans l'unité du Nottinghamshire Constabulary. Il joue pour les Leicester Tigers comme troisième ligne aile mais quand il rejoint l'équipe du Nottingham RFC en 1991, il se reconvertit au poste de talonneur. Il refuse une sélection pour le pays de Galles[Quand ?]. Il retourne à Leicester en 1996 où il est une solution de rechange pour Richard Cockerill, le titulaire au talon. Son niveau de jeu s'améliore et il est remarqué quand Richard Cockerill est au repos avant ou après une sélection. 
West connaît sa première cape internationale le 7 février 1998 à l’occasion d’un match contre l'équipe de France, il est remplaçant et il rentre à la place de Richard Cockerill. Le match suivant, Cockerill est blessé mais c'est Mark Regan, blessé contre la France, qui devient titulaire, Dorian West reste remplaçant. Cockerill est moins fort en club et progressivement West lui prend sa place comme titulaire à Leicester, et West connaît d'autres sélections en 2001. Il dispute le Tournoi des Six Nations 2001, et il participe à la tournée au Canada et aux États-Unis, ce qui lui vaut trois nouvelles sélections. Il fait partie du groupe qui remporte la Coupe du monde 2003 (2 matchs disputés) et il annonce sa retraite internationale après la compétition.

## Palmarès

### En club
- Vainqueur du Championnat d'Angleterre en 2001 et 2002
- Vainqueur de la Coupe d'Europe en 2001 et 2002

### En équipe nationale
- Vainqueur de la Coupe du monde en 2003
- Vainqueur du Tournoi des Six Nations en 2001

### Entraîneur
- Vainqueur du Challenge européen 2008-2009
- Vainqueur de la LV= Cup 2010
- Vainqueur du Championnat d'Angleterre en 2014
- Vainqueur du Challenge européen 2013-2014

## Statistiques en sélection nationale
- 21 sélections avec l'équipe d'Angleterre
- 15 points (3 essais)
- Sélections par année : 2 en 1998, 1 en 2000, 10 en 2001, 3 en 2002, 5 en 2003
- Tournois des Cinq/Six Nations disputés : 1998, 2001, 2002